# 박용 (배우)
박용(1965년 12월 19일 ~ )은 대한민국의 배우이다.

## 학력
- 서울예술전문대학 연극과

## 출연작

### 영화
- 《얼굴없는 보스》 (2019년) - 주심판사 역
- 《나쁜 녀석들: 더 무비》 (2019년) - 경찰청장 역
- 《롱 리브 더 킹: 목포 영웅》 (2019년) - 황보윤 담당 의사 역
- 《그대 이름은 장미》 (2019년) - 나이트취객 1 역
- 《너의 결혼식》 (2018년) - 1반 담임 역
- 《비밥바룰라》 (2018년) - 내과과장 역
- 《염력》 (2018년) - 남자앵커 역
- 《1987》 (2017년) - 대공간부 2 역
- 《특별시민》 (2017년) - 박 소장 역
- 《그래, 가족》 (2017년) - 이웃 역
- 《더 킹》 (2017년)
- 《은하》 (2017년) - 판사 역
- 《마지막 간수》 (2016년) - 히라이시 역
- 《판도라》 (2016년) - 심원 E&C 인부 1 역
- 《터널》 (2016년) - 택시 기사 B 역

### 드라마
- 《모텔 캘리포니아》 (MBC, 2025년) - 김수남 역
- 《커넥션》 (SBS, 2024년) - 보청기 가게 사장 역
- 《우리, 집》 (MBC, 2024년) - 차민구 역
- 《으라차차 내 인생》 (KBS1, 2022년) - 허 이사 역
- 《닥터 로이어》 (MBC, 2022년) - 반석병원 이사 역
- 《황금 가면》 (KBS2, 2022년) - 서유라/박은지의 가짜 아버지 가짜 박상도 역
- 《옷소매 붉은 끝동》 (MBC, 2021년) - 어의 역
- 《빨강 구두》 (KBS2, 2021년) - 고왕식 역
- 《아모르 파티 - 사랑하라, 지금》 (SBS, 2021년) - 형사 역
- 《월간 집》 (JTBC, 2021년)
- 《경이로운 소문》 (OCN, 2021년) - 법정 판사 역
- 《비밀의 남자》 (KBS2, 2020년) - 박상무 역
- 《위험한 약속》 (KBS2, 2020년) - 홍태준 역
- 《엄마가 바람났다》 (SBS, 2020년) - LX 그룹 전무 역
- 《사랑의 불시착》 (tvN, 2019년)
- 《우아한 모녀》 (KBS2, 2019년) - 강 사장 역
- 《왓쳐》 (OCN, 2019년)
- 《아름다운 세상》 (JTBC, 2019년) - 한동수의 고용주 역
- 《특별근로감독관 조장풍》 (MBC, 2019년)
- 《리갈 하이》 (JTBC, 2019년)
- 《동네변호사 조들호 2: 죄와 벌》 (KBS2, 2019년)
- 《진심이 닿다》 (tvN, 2019년)
- 《드라마 스테이지 - 인출책》 (tvN, 2018년) - 박충신 역
- 《일단 뜨겁게 청소하라》 (JTBC, 2018년)
- 《신의 퀴즈 5》 (OCN, 2018년) - 김 목사 역
- 《뷰티 인사이드》 (JTBC, 2018년)
- 《오늘의 탐정》 (KBS2, 2018년)
- 《라이프》 (JTBC, 2018년)
- 《미스터 션샤인》 (tvN, 2018년)
- 《당신의 하우스헬퍼》 (KBS2, 2018년)
- 《라이프 온 마스》 (OCN, 2018년)
- 《검법남녀》 (MBC, 2018년) - 원무과장 역
- 《너도 인간이니?》 (KBS2, 2018년)
- 《우리가 만난 기적》 (KBS2, 2018년)
- 《대군 - 사랑을 그리다》 (TV조선, 2018년)
- 《슈츠》 (KBS2, 2018년)
- 《착한마녀전》 (SBS, 2018년)
- 《나의 아저씨》 (tvN, 2018년)
- 《추리의 여왕 2》 (KBS2, 2018년)
- 《라디오 로맨스》 (KBS2, 2018년)
- 《밥상 차리는 남자》 (MBC, 2018년)
- 《화유기》 (tvN, 2018년)
- 《드라마 스테이지 - 우리 집은 맛나 된장 맛나》 (tvN, 2018년)
- 《꽃 피어라 달순아!》 (KBS2, 2018년) - 국회의원 역
- 《언터처블》 (JTBC, 2017년)
- 《역류》 (MBC, 2017년)
- 《부암동 복수자들》 (tvN, 2017년)
- 《고백부부》 (KBS2, 2017년)
- 《마녀의 법정》 (KBS2, 2017년) - 재판장 역
- 《이번 생은 처음이라》 (tvN, 2017년)
- 《블랙》 (OCN, 2017년) - 의사 역
- 《20세기 소년소녀》 (MBC, 2017년) - 투자자 역
- 《맨홀 - 이상한 나라의 필》 (KBS2, 2017년)
- 《황금빛 내 인생》 (KBS2, 2017년)
- 《최강 배달꾼》 (KBS2, 2017년) - 신성반점 사장 역
- 《도둑놈, 도둑님》 (MBC, 2017년)
- 《품위있는 그녀》 (JTBC, 2017년)
- 《크리미널 마인드》 (tvN, 2017년)
- 《돌아온 복단지》 (MBC, 2017년) - 방송국장 역
- 《개인주의자 지영씨》 (KBS2, 2017년)
- 《그 여자의 바다》 (KBS2, 2017년) - 김창민 비서 역
- 《역적 : 백성을 훔친 도적》 (MBC, 2017년)
- 《38사기동대》 (OCN, 2016년)
- 《굿 와이프》 (tvN, 2016년) - 판사 역
- 《피리부는 사나이》 (tvN, 2016년)
- 《내 사위의 여자》 (SBS, 2016년)
- 《엄마》 (MBC, 2015년)
- 《심야식당》 (SBS, 2015년) - 호프집 사장 역
- 《가면》 (SBS, 2015년)
- 《실종느와르 M》 (OCN, 2015년) - 김형준 역
- 《전설의 마녀》 (MBC, 2014년~2015년) - 헬기 조종사 역
- 《가족끼리 왜 이래》 (KBS2, 2014년~2015년) - GK그룹 보안직원 역
- 《꽃할배 수사대》 (tvN, 2014년) - 의사 역
- 《갑동이》 (tvN, 2014년) - 정신건강의학과 의사 역
- 《12년만의 재회: 달래 된, 장국》 (JTBC, 2014년) - 세탁소 사장 역
- 《응급남녀》 (tvN, 2014년) - 의대 교수 역
- 《빛나는 로맨스》 (MBC, 2013년)

### 뮤지컬
- 《천년혼》 - 원광법사 역
- 《보니앤클라이드》 - 퍼거슨 역
- 《위대한 캣츠비》 - 몽영감 역
- 《드라큘라》
- 《록키호러픽쳐쇼》
- 《동방의햄릿》
- 《마리아마리아》
- 《떼도적》
- 《물보라》
- 《카르멘》
- 《꼭두별초》
- 《우리동네》
- 《댄서의순정》
- 《바리공주》
- 《서동요》

### 연극
- 《로미오와 줄리엣》 - 주 사단장 (줄리엣 부) 역
- 《미운남자》 - 남편 역
- 《겨울 나그네》
- 《재미있어야 할 외디푸스》
- 《바라해라》
- 《사천의 착한 사람》

### 광고
- 시그나
- 큰집대추
- 멘토스
- 보건복지부
- GS25
- 아리조나tea
- 큰집대추
- 여기어때